# Utricularia sect. Orchidioides
Utricularia sect. Orchidioides es una sección del género Utricularia. Las especies de esta sección son de tamaño pequeño a mediano, con hábitos terrestres o epífitas plantas carnívoras que son nativas de Centroamérica y Sudamérica. Alphonse Pyrame de Candolle publicó la sección por primera vez en 1844. En 1916, John Hendley Barnhart trasladó la sección a su propio género, Orchyllium, reconociendo que las especies de esta sección eran distintas. Otros botánicos, incluido Henry Gleason, consideraron el tratamiento de estas especies en el género Orchyllium válido y trasladaron otras especies desde Utricularia a Orchyllium. Últimamente todas las especies fueron reunidas nuevamente en Utricularia.

## Especies
- Utricularia alpina
- Utricularia asplundii
- Utricularia buntingiana
- Utricularia campbelliana
- Utricularia cornigera
- Utricularia endresii
- Utricularia geminiloba
- Utricularia humboldtii
- Utricularia jamesoniana
- Utricularia nelumbifolia
- Utricularia nephrophylla
- Utricularia praetermissa
- Utricularia quelchii
- Utricularia reniformis
- Utricularia unifolia
- Utricularia uxoris